# Wendell Gee
«Wendell Gee» es el tercer y último sencillo del álbum Fables of the Reconstruction de la banda norteamericana R.E.M., lanzado el 10 de junio de 1985. La canción es de género folk rock.
La canción fue casi enteramente compuesta e interpretada por Mike Mills, junto a Michael Stipe. Ocupó la posición 69 en la lista británica y permaneció activa por una semana.

## Lista de canciones
(7"):
- «Wendell Gee» – 3:02
- «Crazy» (Pylon) – 3:05

(7" Double Pack and 12" - Holland):
- «Wendell Gee» – 3:02
- «Crazy» (Pylon) – 3:05
- «Ages of You» – 3:44
- «Burning Down» – 4:13

(12" - UK):
- «Wendell Gee» – 3:02
- «Crazy» (Pylon) – 3:05
- «Driver 8» (live)1 – 3:30